# Island ved sommer-OL 2016
Island deltog under Sommer-OL 2016 i Rio de Janeiro som blev arrangeret i perioden 5. august til 21. august 2012. 

## Medaljer
| 2016 Rio de Janeiro | Guld | Sølv | Bronze | Total |
| Island              | 0    | 0    | 0      | 0     |

## Svømning

### Resultater
| Dato      | Disciplin   | H/D    | Udøver                  | Indledende heat | Indledende heat | Semifinale          | Semifinale          | Finale              | Finale              |
| Dato      | Disciplin   | H/D    | Udøver                  | Tid             | Placering       | Tid                 | Placering           | Tid                 | Placering           |
| --------- | ----------- | ------ | ----------------------- | --------------- | --------------- | ------------------- | ------------------- | ------------------- | ------------------- |
| 6. august | 100 m bryst | Herrer | Anton Sveinn McKee      | 1:01,84         | 35              | ude af konkurrencen | ude af konkurrencen | ude af konkurrencen | ude af konkurrencen |
| 7. august | 100 m ryg   | Damer  | Eygló Ósk Gústafsdóttir | 1:00,89         | 16 Q            | 1:00,65             | 14                  | ude af konkurrencen | ude af konkurrencen |